# داروين براون
داروين براون (بالإنجليزية: Darwin Brown) هو لاعب كرة قدم أمريكية أمريكي، ولد في 6 يوليو 1977 في تايلر في الولايات المتحدة.